# Gyllene Tider
Gyllene Tider è un gruppo pop-rock svedese, formato nel 1977.
È conosciuto per le melodie orecchiabili ed i testi molto semplici che parlano dell'estate e degli amori adolescenziali.
I Gyllene Tider, conosciuti per lo più in Scandinavia, sono stati paragonati alla versione svedese dei Beach Boys.

## Storia del gruppo

### Heartland
Per poter essere conosciuti a livello internazionale ed avere successo, nel 1984 i Gyllene Tider pubblicano negli Stati Uniti un EP con alcuni brani tratti da The Heartland Cafè, sotto un altro pseudonimo, Roxette.

### Finn 5 fel!
Con la riunione dei Gyllene Tider, avvenuta nel 2004, per celebrare il 25º anniversario, segue l'uscita di "Finn 5 Fel!", un nuovo album, ed un tour estivo in Scandinavia, tra luglio ed agosto.

### Dags att tänka på refrängen ed il tour estivo 2013
A gennaio 2013, dopo alcune indiscrezioni che circolavano da tempo, viene comunicato ufficialmente che la band ha in programma un tour estivo in Scandinavia, tra luglio ed agosto, l'uscita di un singolo che si scoprirà qualche settimana dopo essere "Man blir yr", in inglese You Get Dizzy, e del nuovo album "Dags att Tänka på Refrängen" che in inglese è tradotto come "Time to think about the Chorus", contenente 12 nuove canzoni cantate in svedese, e che sarà pubblicato entro il mese di aprile 2013. Il tour che partirà dal 5 luglio 2013 dovrebbe chiamarsi "LIVE 2013 – Dags att Tänka på Refrängen".

## Discografia

### Album studio
- 1980 Gyllene Tider (Parlophone)
- 1981 Moderna Tider (Parlophone)
- 1982 Puls (Parlophone)
- 1984 The Heartland Café (Parlophone)
- 2004 Finn 5 fel! (Capitol/Elevator Entertainment)
- 2013 Dags att tänka på refrängen (Parlophone/Elevator Entertainment)
- 2019 Samma skrot och korn (Cosmos)

### EP
- 1984 Heartland - pubblicato negli Stati Uniti con lo pseudonimo "Roxette"

### Live
- 1997 Återtåget - Gyllene Tider Live!
- 2004 GT25 Live!
- 2019 GT40 Live!

### Raccolte
- 1989 Instant Hits + Pers Garage
- 1994 Samlade Tider
- 1995 Halmstads Pärlor
- 1997 Ljudet av ett annat hjärta/En samling
- 2000 Konstpaus "samtliga inspelningar från 1990-talet och lite till..."
- 2004 GT 25 - Samtliga Hits!
- 2013 Soldans på Din Grammofon
- 2019 GT40 Hits! Made in Halmstad

### Cofanetti
- 1990 Kompakta Tider - include l'album Parkliv

## Formazione
- Per Gessle - voce e chitarra
- Mats Persson - chitarra
- Mickael "Mycke Syd" Andersson - percussioni
- Anders Herrlin - basso
- Göran Fritzon - tastiere

### Carriera solista
- Per Gessle
- Marie Fredriksson